# Purgine Patera
La Purgine Patera è una struttura geologica della superficie di Io.